# Stelis lentiginosa
Stelis lentiginosa är en orkidéart som beskrevs av John Lindley. Stelis lentiginosa ingår i släktet Stelis och familjen orkidéer. Inga underarter finns listade i Catalogue of Life.